# Dextrin

Dextrin

Dextriny jsou skupinou nízkomolekulárních polysacharidů vyráběných hydrolýzou škrobů.
Mají stejný sumární vzorec jako sacharidy, ale kratší řetězce. Průmyslově se vyrábějí především hydrolýzou bramborového škrobu.
Dextriny jsou ve vodě rozpustné, bílé až slabě nažloutlé barvy a jsou opticky aktivní. Analyticky se prokazují přidáním roztoku jódu za tvorby hnědočerveného až fialového zbarvení.
Cyklické dextriny (cyklodextriny) jsou tvořeny enzymatickou degradací škrobu bakteriemi, např. Bacillus macerans. Cyklodextriny mají prstencovou strukturu tvořenou šesti až osmi glukózovými zbytky.
Dextrin vzniká také štěpením škrobu diastázou, která je obsažena ve včelím medu. Nejdůležitějšími enzymy v medu jsou invertáza a diastáza. Invertáza štěpí sacharózu na invertní cukr (ekvimolární směs D-glukózy a D-fruktózy). Diastáza je směsí α-amylázy (štěpí škrob na dextriny) a β-amylázy (štěpí škrob na maltózu).

## Použití
Dextriny jsou často používány v průmyslu, díky jejich nejedovatosti a nízké ceně. Používají se jako vodou rozpustná lepidla, zahušťovadla v potravinářském průmyslu a jako pojiva ve farmaceutickém průmyslu. Jako pojiv se jich užívá i v pyrotechnice. Cyklodextrinů se v analytické chemii užívá k oddělení hydrofobních látek. Některé nestravitelné dextriny se občas používají jako náhrada vlákniny.